# Kapelle Hesepe

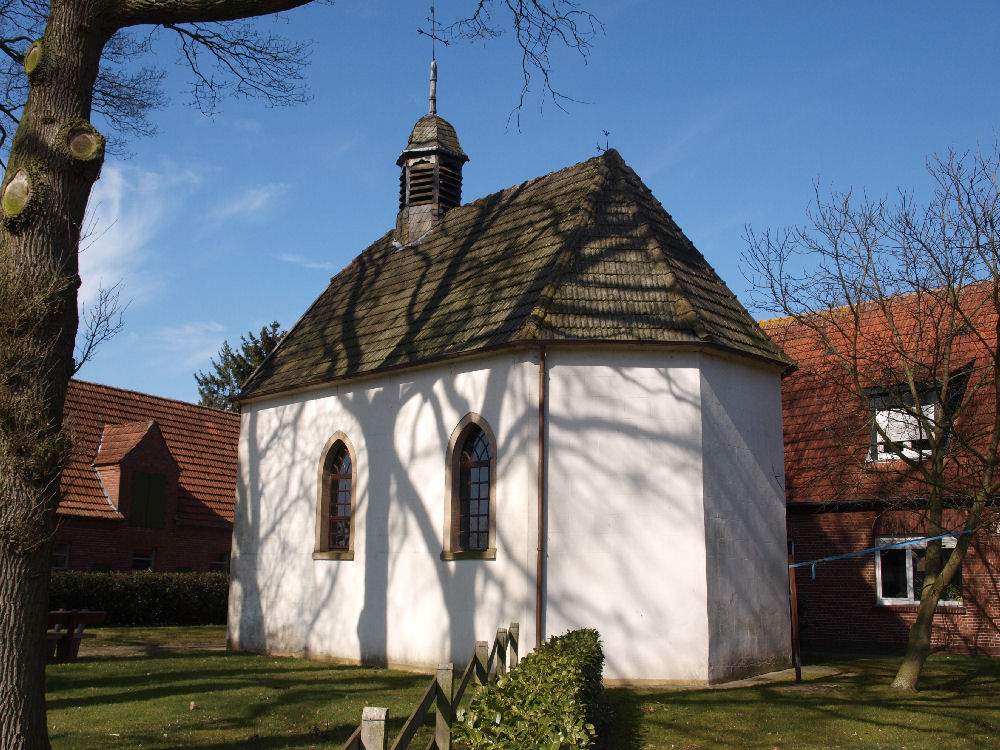
Kapelle Hesepe

Die Kapelle Hesepe ist ein als Dorfkapelle genutzter Sakralbau in der früher selbstständigen Gemeinde Hesepe, heute ein Stadtteil Nordhorns. Sie ist die letzte der vielen Kapellen, die einst in der Grafschaft Bentheim standen und entweder kurz nach der Reformation oder später verschwanden. Früher galt sie als kleinste Kapelle der Grafschaft.
Der Ursprung des Sakralbaus ist vorreformatorisch und stammt vermutlich aus dem 14. oder 15. Jahrhundert. Das Gebäude wurde 1853 auf Bittgesuch der Einwohner aus Mitteln der Königlich Hannoverschen Privatschatulle renoviert; zum Gedenken zeigt die Wand über dem Eingang diese Jahreszahl.
Die Kapelle gehört nicht einer Kirchengemeinde, sondern der ehemals selbstständigen Markengemeinde Hesepe und steht damit letztlich im Eigentum der dort ansässigen Landwirte.
Das Innere weist eine schlichte neogotische Gestaltung auf; die Kanzel stammt von 1776. Das Bauwerk steht unter Denkmalschutz.

## Geschichte

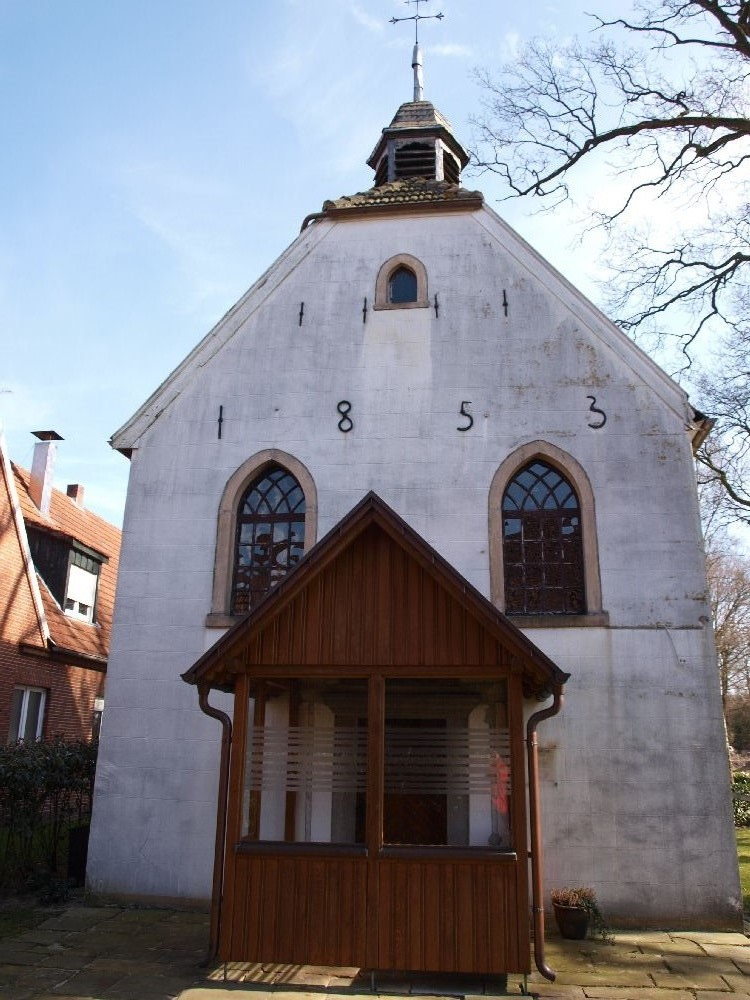
Ansicht von Westen, hölzerner Windfang vor dem Eingang

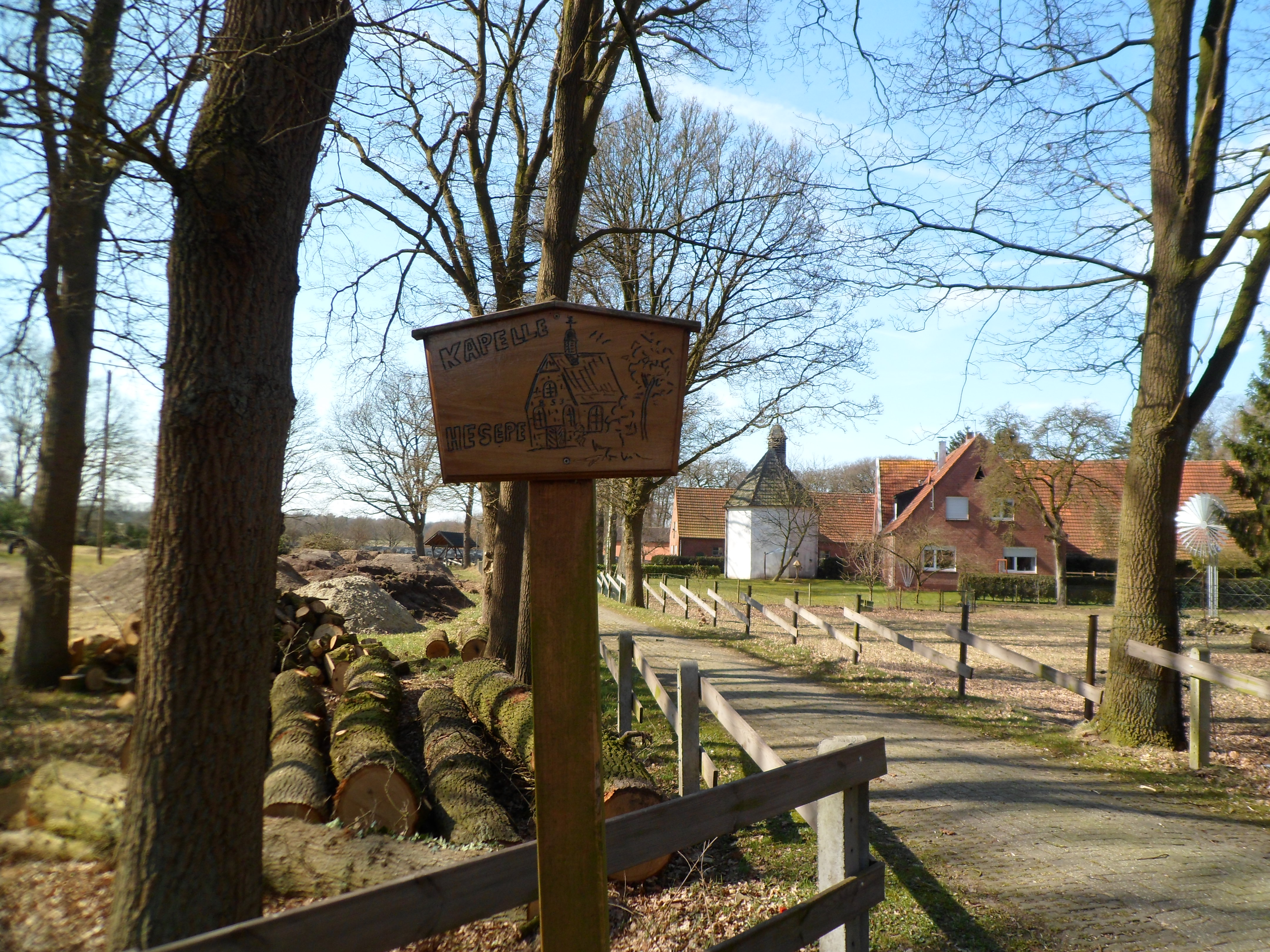
Hinweistafel zur Kapelle und Blick auf das Gehöft

Über die Geschichte der Bauerschaftskapelle ist vergleichsweise wenig nachgewiesen und vieles nur bruchstückhaft überliefert. Ihre Geschichte ist eng mit der Geschichte der Bauernfamilie verbunden, auf deren Grundstück sie errichtet wurde. Über Generationen hinweg war der Bauer als Küster tätig, bis heute obliegt der Familie das Läuten der Glocke.
Nach Maschmeyer wurde das Gebäude zwischen dem ausgehenden 14. und Beginn des 15. Jahrhunderts auf einem bereits vorhandenen Sandsteinfundament errichtet.
Es besteht die Überlieferung, dass sie aus vorreformatorischer Zeit stamme und Johannes dem Täufer geweiht sei. Eine ursprünglich vierteljährlich abgehaltene Messe sei nach der Reformation durch vier monatliche Kapellenpredigten abgelöst worden. Dieser Brauch habe sich bis in die frühen 1960er Jahre gehalten. Danach sei die Kapelle ohne Funktion gewesen und verfallen.
So lange die Kapelle noch keine Glocke hatte, war es Aufgabe des Bauern, um 12 Uhr mittags zu trommeln. Ab 1798 war die Kapelle mit einer kleinen Glocke versehen, die nicht nur mittags, sondern auch 15 Minuten lang morgens um 9 Uhr geläutet wurde, wenn ein Angehöriger der Gemeinde gestorben war. Auch bei einem Brand musste die Glocke geläutet werden. Diese Tradition hat sich bis heute gehalten.
Die Glocke weist die Inschrift „Maria Elisabeth 1798“ auf; es könnte sich um eine frühere Schiffsglocke handeln.
2006 erhielt die Kapelle aus Privatmitteln eine neue Orgel.

## Gebäude
Die Kapelle steht unweit der ehemaligen Volksschule Hesepe am Tillenberger Weg. Das Gebäude ist freistehend, wurde aber sehr nahe einem bäuerlichen Wohnhaus errichtet. Es ist 6,80 Meter breit und 10,80 Meter lang und aus großformatigen Ziegelsteinen erbaut. Die Traufhöhe über dem Erdboden beträgt 5,50 Meter.
Im Osten weist der Grundriss einen symmetrisch-trapezförmigen Abschluss auf. Im Westen befindet sich ein Giebel mit einem Krüppelwalmdach. Dahinter steht auf der Deckenbalkenlage ein sechseckiger verschieferter Dachreiter mit einer Glocke. Der Dachreiter trägt eine welsche Haube (glockenförmig geschweiftes Turmdach), auf der ein eisernes Turmkreuz mit einem Wetterhahn befestigt ist. Der östliche Firstschluss trägt ein kleineres, ebenfalls eisernes Kreuz.
Das Äußere des Gebäudes hat im Laufe der Zeit eine Reihe von Änderungen erfahren. Bis etwa 1900 bestand die Dachdeckung aus roten Hohlpfannen, wie laut Maschmeyer das älteste verfügbare Foto aus dem Besitz der Grundstückseigentümer zeigt. Kurze Zeit später sei eine Umdeckung mit Doppelmulden-Zementpfannen vorgenommen worden. Später wurden die Außenwände schrittweise mit Zementputz verputzt, zu sehen auf einem Foto vor 1930, das eine verputzte Westseite bei noch unverputzter Südwand zeigt. Etwa 1930 wurden die morsch gewordenen Zementpfannen durch blaugraue Schermbecker Doppelmuldenfalzziegel ersetzt. Dabei erfuhr auch der Dachreiter einen Umbau.
Bei Restaurierungsarbeiten von 1983 wurde festgestellt, dass es sich bei der Kapelle um einen reinen Ziegelbau handelt – im Gegensatz zu den meisten Sakralbauten in der Grafschaft Bentheim, für die vorzugsweise Sandstein Verwendung fand. Dabei entspricht das Format der verwendeten Backsteine denen, die für die Frensweger Klosterkirche (erbaut 1440–45) und der Lager Burg (um 1450) verwendeten. Lediglich etwas unterhalb der oberen kleinen Fensteröffnung an der Westfront zeigte sich ein Formatwechsel der Backsteine zu der im 19. Jahrhundert gebräuchlichen Größe von 21 × 10,5 × 5 Zentimetern.
Weiterhin zeigt sich an der Westfront eine sandsteinerne Eckverquaderung, die sich an den Chorecken nicht wiederholt und nicht mit den fundamentierten Wandvorlagen mit abgeschrägten Kanten versehen ist, die von oben herunter bis zur Fußbodenhöhe gemauert sind. Nach Maschmeyer handelt es sich hierbei um Teile einer älteren Westwand, die 1983 durch Ausgrabungen im Kapelleninneren nachgewiesen werden konnte.
Bis vermutlich 1853 wies die Westwand in ihrer Mitte ein sehr hohes Fenster auf, dessen unterer Teil bis zur Eingangstür reichte, wo sein unterer Teil erhalten ist. Ab Höhe der jetzigen Fensterbänke wurde die Wand sodann neu aufgemauert. Eine Freilegung des Ziegelmauerwerks erwies sich bei den Restaurierungsarbeiten wegen der Putzanhaftungen und der durch den Zementputz hervorgerufenen Frostschäden der Ziegel als nicht mehr möglich, sodass die Wände mit atmendem Kalkmörtel neu verputzt wurden.
Der hölzerne Anbau mit Spitzdach vor dem Eingang, der als Windfang dient, entstand nach der Renovierung von 1983. Er verdeckt die über der im Stil des niederländischen Spätklassizismus „Bentheim-Gildehauser Prägung“ gefertigten Eingangstür angebrachte Inschrifttafel, die ebenfalls aus Sandstein errichtet ist und folgende Inschrift trägt:
Bewahre deinen Fuhs, wenn du                  Selig sind, die Gottes Wort

zum Hause Gottes gehest. Pred. 4, 17       hören und bewahren. Luc. 11,28
Über dem Eingang und dem später hinzugekommenen hölzernen Windfang befinden sich an der Westfront zwei spitzbogige Fenster mit hölzernen Sprossenrahmen und Sandstein-Gewände, die Spuren verschiedener Fassungen aufweisen sowie im Giebel eine kleine, ebenfalls spitzbogige Fensteröffnung. Dazwischen befinden sich in Traufenhöhe vier Maueranker mit der Jahreszahl 1853, die Giebel und Streichbalken zusammenhalten.
Die Traufseiten zeigen, wie die Westfront, je zwei spitzbogige, jedoch etwas längere Fenster; unter der Traufe befinden sich die Anker der Deckenbalken.
Die drei Chorseiten der trapezförmigen Ostseite sind von außen geschlossen und wirken ohne besondere Kennzeichen; bei der Renovierung von 1983 stellte sich jedoch heraus, dass der Chorraum an den drei Wänden früher jeweils eine mit Korbbogen geschlossene Fensteröffnung aufwies. Weiterhin befanden sich an der Ost- und Südostwand, jeweils in Reichhöhe, zwei Nischen.
Maschmeyer geht davon aus, dass das Kirchenschiff wahrscheinlich mit einer Holztonnen-Überdeckung versehen war, was an vergleichbaren Bauten der Umgebung nicht anzutreffen ist. Er beurteilt das Gebäude daher als Unikat.
Im Jahr 2014 erfolgte eine weitere Sanierung, bei der vorhandene Schäden an Außenhülle und Fenstern beseitigt wurden.

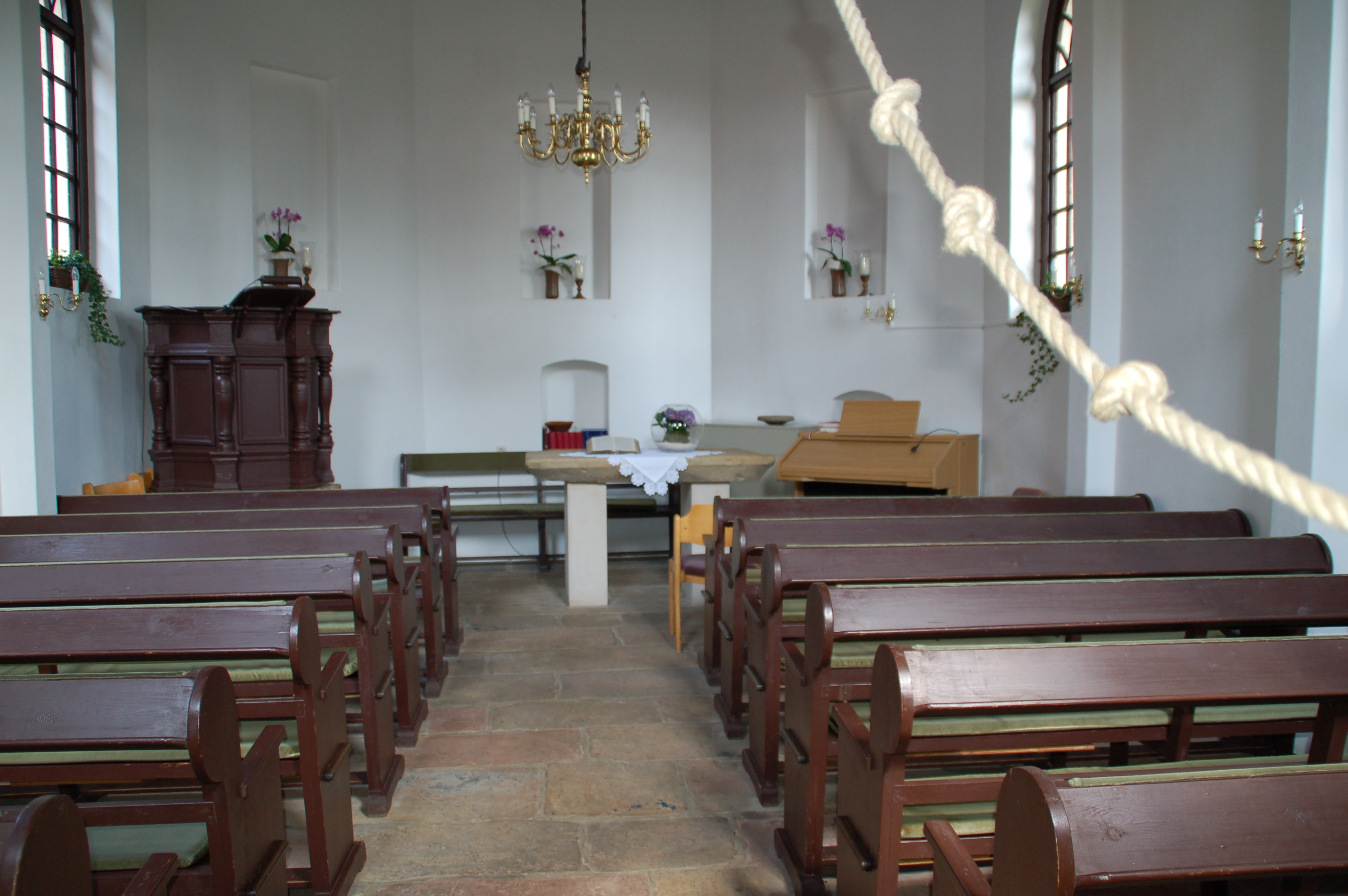
Innenansicht 2013, vom Eingang aus gesehen

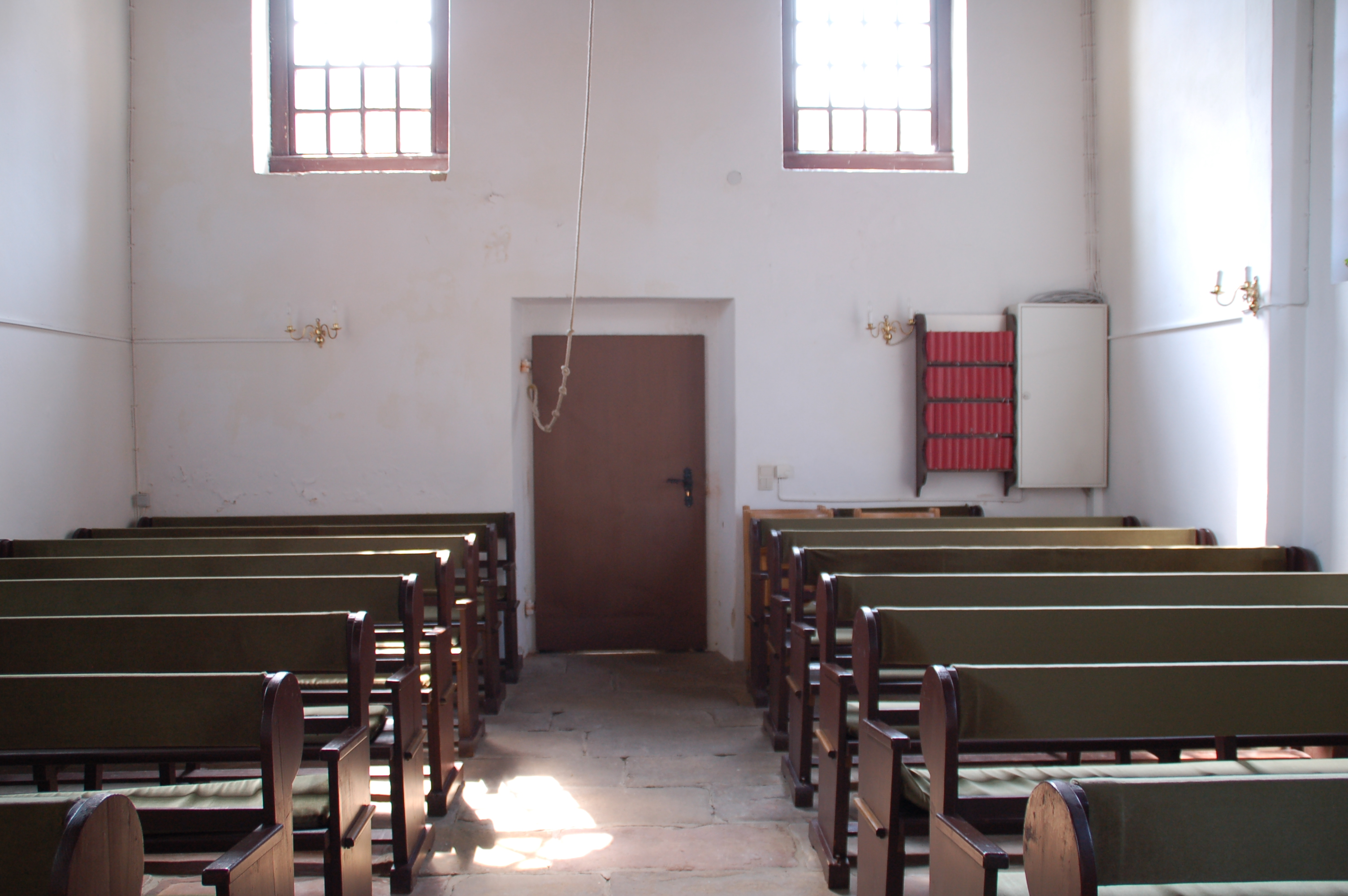
Innenansicht 2013, vom Altar aus gesehen. (Mit dem Seil läutet die Küsterin die Glocke.)

## Innenausstattung
Das Innere der Kapelle ist sehr schlicht.
Die Holzdecke besteht aus Nut-Feder-Brettern, die an die Deckenbalken angenagelt sind. Die Balkendecke selbst stammt von 1853.
Nachdem bei den Renovierungsarbeiten von 1983 der als Zementestrich auf Schlacke aufgebaute Fußboden entfernt worden war, konnte nach Grabungen der frühere Standort der Kanzel an der Nordseite und dessen vermutlich 1853 erfolgte Versetzung in die Schiffsmitte unter wohl gleichzeitiger Beseitigung des Altarsockels festgestellt werden.

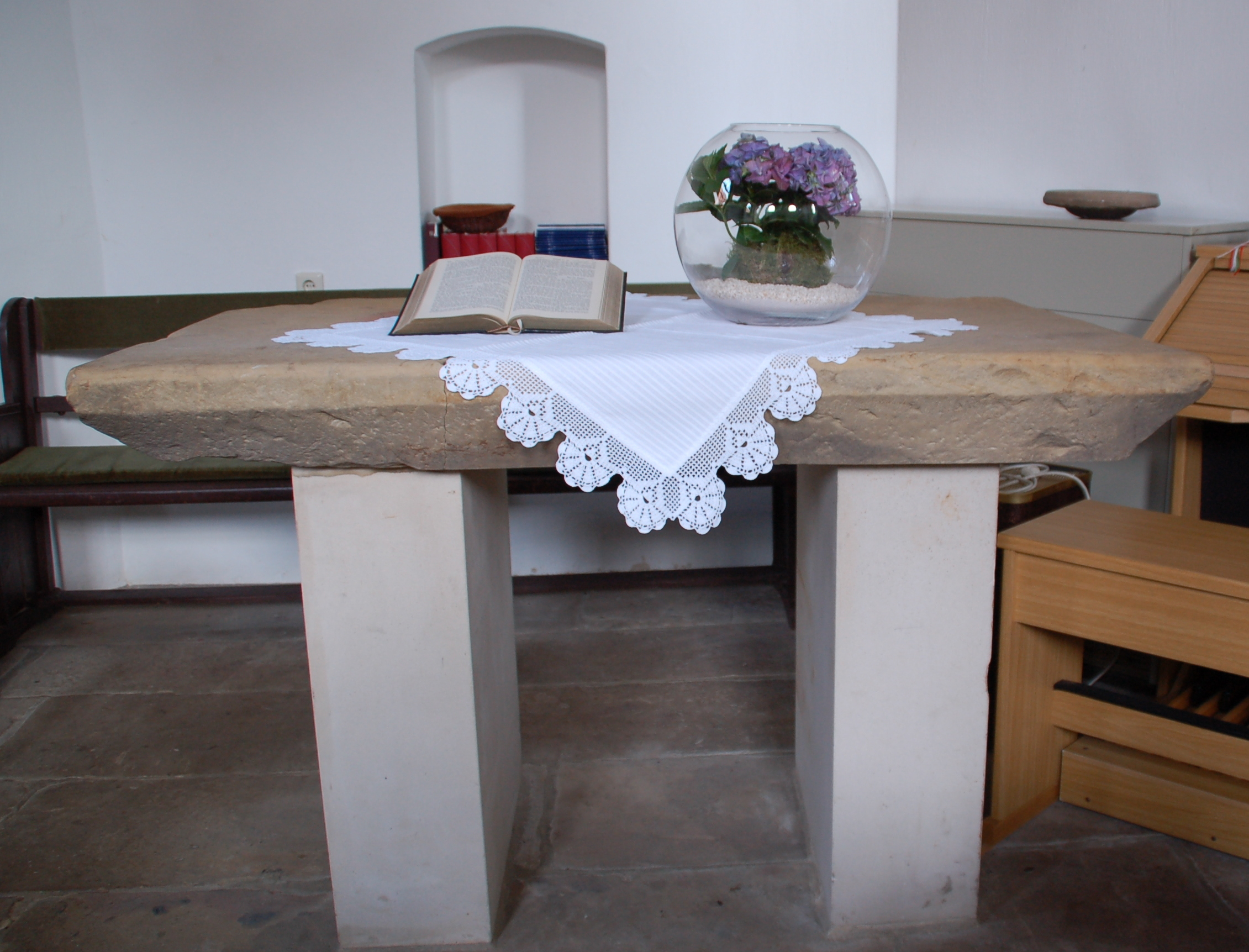
Altartisch mit der alten Altarplatte

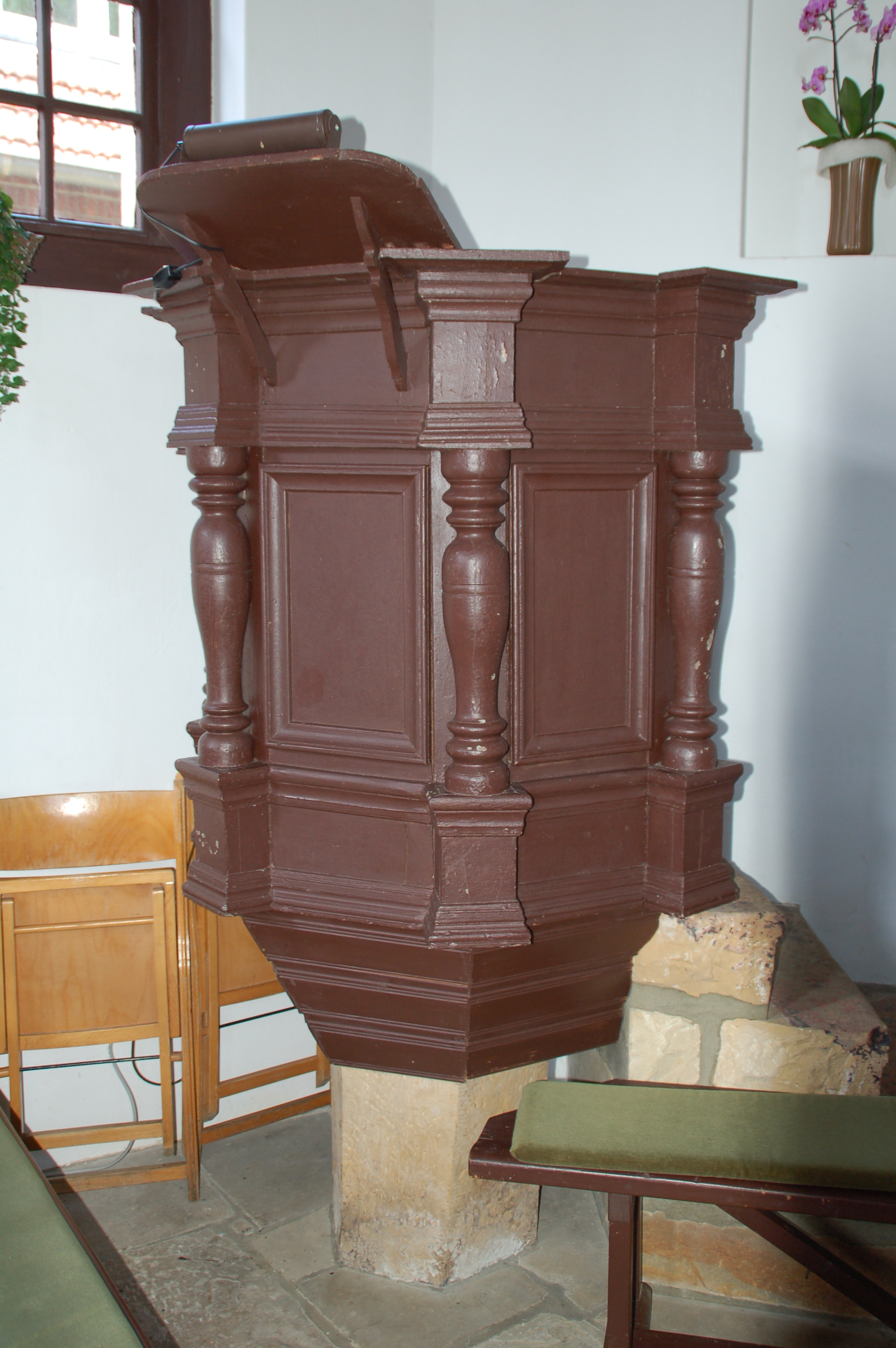
Kanzel

Die Altarplatte mit den Maßen 93 × 159 Zentimeter und fünf eingeschlagenen Weihekreuzen fand sich als Gehwegplatte auf dem Vorplatz zum Kapelleneingang.
Nach diesen Befunden wurde der Altarraum 1983 rekonstruierend neu gestaltet, die alte Altarplatte dient wieder als Tafel eines Abendmahlstisches.
Die Bänke stammen aus den 1930er Jahren.
Die Kanzel stammt aus dem Jahr 1776, wie sich aus einer Notiz im Trauungs- und Totenbuch, Jahrgang 1749 bis 1809 der evangelisch-reformatorischen Kirchengemeinde zu Nordhorn ergibt:

„d. 18 Decemb. (1776) hebbe ik to Hesepe gepredikt uit Nehem. 8 V. 5, 6 en 7 onder toevloet van seer veele menschen, te gelegenheid dat de Gemeinte van Hesepe aldaar een nieuwen prediktstoel gemaakt hadden.“

Bei der Kanzel handelt es sich um eine typische, zeitgenössische Zimmermannsarbeit, die in Form eines Sechsecks ausgeführt ist. Den oberen Abschluss bildet ein Kranzbrett, das im vorderen Bereich eine Buchstütze aufweist. Die Brettflächen sind mit Profilleisten versehen, sodass der Eindruck echter Füllungen entsteht. An vier abgeschrägten Ecken sind profilierte Holzsäulen angebracht, darüber und darunter jeweils ein Holzkasten („Basis“ und „Gebälk“). Eine Seite ist als Tür ausgebildet, zu der eine Treppe mit Sandsteinstufen führt.